# Discografia di Pink
Questa pagina contiene l'intera discografia di Pink, cantante pop rock statunitense che ha pubblicato otto album in studio, cinque raccolte, cinque album dal vivo e quarantanove singoli, tramite differenti etichette discografiche, tra cui LaFace Records (2000-2011) e RCA Records dal 2012, vendendo globalmente oltre 75 milioni di singoli e 45 milioni di album.

## Album

### Album in studio
| 2000                                                          | Can't Take Me Home - Pubblicato: 4 aprile 2000 - Etichetta: LaFace - Formato: CD, download digitale            | 26 | 10 | — | 20 | —  | 85 | 23 | —  | 58 | 12 | 13 | —  | — | - US: 2× Platino - AUS: 2× Platino - CAN: 2× Platino - UK: Platino                                                                    |
| 2001                                                          | Missundaztood - Pubblicato: 20 novembre 2001 - Etichetta: Arista - Formato: CD, download digitale              | 6  | 14 | 4 | 5  | 17 | 5  | 1  | —  | 5  | 4  | 2  | 7  | 7 | - US: 5× Platino - AUS: 4× Platino - CAN: 5× Platino - GER: 2× Platino - UK: 6× Platino - Mondo: 13 000 000                           |
| 2003                                                          | Try This - Pubblicato: 11 novembre 2003 - Etichetta: Arista - Formato: CD, download digitale                   | 9  | 8  | 2 | 8  | 12 | 2  | 8  | —  | 8  | 24 | 3  | 8  | 1 | - US: Platino - AUS: 2× Platino - CAN: Platino - GER: 3x Platino - UK: Platino                                                        |
| 2006                                                          | I'm Not Dead - Pubblicato: 4 aprile 2006 - Etichetta: LaFace, Zomba - Formato: CD, download digitale           | 6  | 1  | 1 | 2  | 7  | 1  | 9  | —  | 5  | 1  | 3  | 7  | 1 | - US: 2x Platino - AUS: 11× Platino - CAN: 2x Platino - FRA: Platino - GER: 7× Platino - UK: 4× Platino                               |
| 2008                                                          | Funhouse - Pubblicato: 28 ottobre 2008 - Etichetta: LaFace, Zomba - Formato: CD, download digitale             | 2  | 1  | 3 | 3  | 4  | 2  | 2  | 20 | 1  | 1  | 1  | 3  | 1 | - US: 3x Platino - AUS: 12× Platino - CAN: 4× Platino - FRA: Platino - GER: 5× Platino - UK: 4× Platino - Mondo: 7 000 000            |
| 2012                                                          | The Truth About Love - Pubblicato: 18 settembre 2012 - Etichetta: RCA Records - Formato: CD, download digitale | 1  | 1  | 1 | 1  | 4  | 1  | 3  | 4  | 3  | 1  | 2  | 1  | 1 | - USA: 3x Platino - AUS: 9x Platino - CAN: 6x Platino - FRA: Platino - GER: 5x Oro - ITA: Platino - UK: 3x Platino - Mondo: 7 000 000 |
| 2017                                                          | Beautiful Trauma - Pubblicato: 13 ottobre 2017 - Etichetta: RCA Records - Formato: CD, download digitale       | 1  | 1  | 1 | 1  | 2  | 2  | 1  | 5  | 1  | 1  | 1  | 4  | 1 | - USA: Platino - AUS: 4x Platino - CAN: 2x Platino - NZL: 2x Platino - FRA: Platino - GER: Platino - UK: Platino - Mondo: 3 000 000   |
| 2019                                                          | Hurts 2B Human - Pubblicato: 26 aprile 2019 - Etichetta: RCA Records - Formato: CD, download digitale          | 1  | 1  | 2 | 1  | 7  | 2  | 1  | 28 | 1  | 1  | 1  | 11 | 1 | - AUS: Platino - CAN: Platino - FRA: Oro - NZL: Oro - UK: Oro                                                                         |
| 2023                                                          | Trustfall - Pubblicato: 17 febbraio 2023 - Etichetta: RCA Records - Formato: CD, download digitale             | 2  | 1  | 1 | 1  | 2  | 1  | 2  | 62 | 2  | 1  | 1  | 6  | 1 | |
| "—": non entrato in classifica o non pubblicato in quel paese | |    |    |   |    |    |    |    |    |    |    |    |    |   | |

### Raccolte
| 2007                                                          | Pink 4CD Boxset - Pubblicato: 1º dicembre 2007 - Etichetta: LaFace - Formato: CD, download digitale                 | 13 | — | — | 12 | 42 | — | — | — | —  | — | — | 7 | 38 | — | - AUS: Oro                                                                                    |
| 2010                                                          | Greatest Hits... So Far!!! - Pubblicato: 15 novembre 2010 - Etichetta: LaFace - Formati: CD, DVD, download digitale | 1  | 4 | 4 | 5  | 16 | 8 | 3 | 8 | 41 | 3 | 1 | 5 | 4  | 5 | - AUS: 10× Platino - CAN: 2x Platino - FRA: Oro - GER: Platino - US: Platino - UK: 3x Platino |
| "—": non entrato in classifica o non pubblicato in quel paese | |    |   |   |    |    |   |   |   |    |   |   |   |    |   |                                                                                               |

### Album dal vivo
| 2009                                                          | Funhouse Tour: Live in Australia - Pubblicato: 27 ottobre 2009 - Formato: CD/DVD | 1 | —  | — | 3 | 3 | —  | - AUS: 32× Platino - GER: 5x Platino - UK: Platino - USA: Oro |
| 2021                                                          | All I Know So Far: Setlist - Pubblicato: 21 maggio 2021 - Formato: CD/DVD        | 2 | 13 | 4 | 8 | 5 | 19 |                                                               |
| "—": non entrato in classifica o non pubblicato in quel paese |                                                                                  |   |    |   |   |   |    |                                                               |

### Album video
| 2006                                                          | Pink: Live in Europe - Pubblicato: 22 maggio 2006 - Formato: DVD                             | 2 | — | 7 | 4 | 32 | — | - AUS: 11× Platino - GER: 3x Platino - UK: Platino - USA: Oro |
| 2007                                                          | Live from Wembley Arena, London, England - Pubblicato: 22 marzo 2007 - Formato: DVD          | 1 | — | — | 2 | 19 | 3 | - AUS: 16x Platino - FRA: Oro - GER: 2x Platino - UK: Platino |
| 2011                                                          | Greatest Hits... So Far!!! – bonus DVD - Pubblicato: 11 novembre 2011 - Formato: DVD         | — | — | — | — | —  | — | - AUS: 2× Platino                                             |
| 2013                                                          | The Truth About Love Tour: Live from Melbourne - Pubblicato: 15 novembre 2013 - Formato: DVD | — | — | — | — | —  | — | - AUS: 16× Platino - GER: Oro - UK: Oro                       |
| "—": non entrato in classifica o non pubblicato in quel paese |                                                                                              |   |   |   |   |    |   |                                                               |

### EP
- 2012 – iTunes Festival: London 2012

## Singoli

### 2000-2009
| Anno                                                                             | Singolo                               | Posizioni massime in classifica | Posizioni massime in classifica | Posizioni massime in classifica | Posizioni massime in classifica | Posizioni massime in classifica | Posizioni massime in classifica | Posizioni massime in classifica | Posizioni massime in classifica | Posizioni massime in classifica | Posizioni massime in classifica | Posizioni massime in classifica | Posizioni massime in classifica | Posizioni massime in classifica | Posizioni massime in classifica | Posizioni massime in classifica | Certificazioni                                                              | Album              |
| Anno                                                                             | Singolo                               | AUS                             | AUT                             | CAN                             | DNK                             | FIN                             | FRA                             | GER                             | IRL                             | ITA                             | NOR                             | NZL                             | UK                              | SWE                             | SWI                             | US                              | Certificazioni                                                              | Album              |
| -------------------------------------------------------------------------------- | ------------------------------------- | ------------------------------- | ------------------------------- | ------------------------------- | ------------------------------- | ------------------------------- | ------------------------------- | ------------------------------- | ------------------------------- | ------------------------------- | ------------------------------- | ------------------------------- | ------------------------------- | ------------------------------- | ------------------------------- | ------------------------------- | --------------------------------------------------------------------------- | ------------------ |
| 2000                                                                             | There You Go                          | 2                               | —                               | 1                               | —                               | —                               | —                               | 65                              | 19                              | —                               | —                               | 6                               | 6                               | 26                              | 37                              | 7                               | - AUS: Platino - UK: Argento - USA: Oro                                     | Can't Take Me Home |
| 2000                                                                             | Most Girls                            | 1                               | —                               | 2                               | —                               | —                               | —                               | —                               | 15                              | —                               | —                               | 2                               | 5                               | 44                              | —                               | 4                               | - AUS: Platino                                                              | Can't Take Me Home |
| 2001                                                                             | You Make Me Sick                      | 25                              | —                               | 46                              | —                               | —                               | —                               | 88                              | 30                              | —                               | —                               | 10                              | 9                               | —                               | —                               | 33                              | - AUS: Oro                                                                  | Can't Take Me Home |
| 2001                                                                             | Get the Party Started                 | 1                               | 2                               | 11                              | 2                               | 3                               | 4                               | 2                               | 1                               | 2                               | 2                               | 1                               | 2                               | 3                               | 2                               | 4                               | - AUS: Oro - FRA: Oro - GER: Oro - UK: Oro - USA: Oro                       | Missundaztood      |
| 2002                                                                             | Don't Let Me Get Me                   | 8                               | 10                              | 20                              | 4                               | 13                              | 42                              | 10                              | 5                               | 6                               | 7                               | 1                               | 6                               | 5                               | 10                              | 8                               | - AUS: Oro - UK: Argento - USA: Oro                                         | Missundaztood      |
| 2002                                                                             | Just like a Pill                      | —                               | 2                               | 4                               | 10                              | 19                              | 29                              | 2                               | 2                               | —                               | 7                               | 2                               | 1                               | 5                               | 6                               | 8                               | - AUS: Platino - UK: Platino                                                | Missundaztood      |
| 2002                                                                             | Family Portrait                       | 11                              | 11                              | 30                              | 11                              | 12                              | 23                              | 8                               | 5                               | —                               | 6                               | 5                               | 11                              | 5                               | 18                              | 20                              | - AUS: Oro - UK: Argento                                                    | Missundaztood      |
| 2003                                                                             | Trouble                               | 8                               | 5                               | 2                               | 8                               | —                               | —                               | 7                               | 7                               | 11                              | 5                               | 20                              | 7                               | 8                               | 5                               | 68                              | - AUS: Oro                                                                  | Try This           |
| 2004                                                                             | God Is a DJ                           | 24                              | 26                              | 46                              | 16                              | —                               | —                               | 44                              | 13                              | —                               | 20                              | 30                              | 11                              | 49                              | 32                              | —                               | - AUS: Oro                                                                  | Try This           |
| 2004                                                                             | Last to Know                          | —                               | 48                              | 31                              | —                               | —                               | —                               | 66                              | 23                              | —                               | —                               | —                               | 21                              | —                               | 46                              | —                               | - AUS: Oro                                                                  | Try This           |
| 2006                                                                             | Stupid Girls                          | 4                               | 3                               | 2                               | 6                               | 1                               | 13                              | 5                               | 5                               | 8                               | 2                               | 7                               | 12                              | 16                              | 2                               | 13                              | - AUS: Platino - CAN: Oro - UK: Argento - USA: Oro                          | I'm Not Dead       |
| 2006                                                                             | Who Knew                              | 2                               | 11                              | 46                              | —                               | 16                              | 24                              | 12                              | 6                               | —                               | 17                              | 11                              | 5                               | 42                              | 14                              | 9                               | - AUS: 2x Platino - CAN: Oro - UK: Platino - USA: Platino                   | I'm Not Dead       |
| 2006                                                                             | U + Ur Hand                           | 5                               | 3                               | 24                              | —                               | 14                              | 11                              | 4                               | 13                              | 20                              | —                               | 10                              | 10                              | 5                               | 5                               | 9                               | - AUS: 2x Platino - CAN: Oro - GER: Oro - UK: Argento - USA: Platino        | I'm Not Dead       |
| 2006                                                                             | Nobody Knows                          | 27                              | 21                              | —                               | —                               | —                               | 18                              | 17                              | 27                              | —                               | —                               | —                               | 27                              | —                               | 17                              | —                               | - AUS: Oro                                                                  | I'm Not Dead       |
| 2006                                                                             | Dear Mr. President (con Indigo Girls) | 5                               | 1                               | 55                              | —                               | —                               | —                               | 3                               | —                               | —                               | —                               | 11                              | —                               | 18                              | 3                               | —                               | - AUS: 2x Platino - GER: Platino                                            | I'm Not Dead       |
| 2007                                                                             | Leave Me Alone (I'm Lonely)           | 5                               | —                               | —                               | —                               | —                               | —                               | —                               | —                               | —                               | —                               | 5                               | 34                              | —                               | —                               | —                               | - AUS: Platino                                                              | I'm Not Dead       |
| 2007                                                                             | 'Cuz I Can                            | 14                              | —                               | —                               | —                               | —                               | —                               | —                               | —                               | —                               | —                               | 29                              | —                               | —                               | —                               | —                               |                                                                             | I'm Not Dead       |
| 2008                                                                             | So What                               | 1                               | 1                               | 1                               | 3                               | 2                               | 4                               | 1                               | 1                               | 14                              | 3                               | 1                               | 1                               | 2                               | 1                               | 1                               | - AUS: 6x Platino - GER: Platino - ITA: Oro - UK: Platino - USA: 4x Platino | Funhouse           |
| 2008                                                                             | Sober                                 | 6                               | 4                               | 8                               | 14                              | 8                               | —                               | 3                               | 12                              | —                               | —                               | 7                               | 9                               | 12                              | 5                               | 15                              | - AUS: 4x Platino - GER: Oro - UK: Argento                                  | Funhouse           |
| 2009                                                                             | Please Don't Leave Me                 | 11                              | 5                               | 8                               | 14                              | 17                              | —                               | 8                               | 10                              | —                               | 16                              | 19                              | 12                              | 16                              | 9                               | 17                              | - AUS: 2x Platino - UK: Oro - USA: Platino                                  | Funhouse           |
| 2009                                                                             | Bad Influence                         | 6                               | 20                              | —                               | —                               | —                               | —                               | 26                              | —                               | —                               | —                               | 12                              | —                               | —                               | 44                              | —                               | - AUS: Platino                                                              | Funhouse           |
| 2009                                                                             | Funhouse                              | 6                               | 7                               | 21                              | 32                              | —                               | —                               | 16                              | 26                              | —                               | —                               | 15                              | 29                              | 13                              | 8                               | 44                              | - AUS: Platino - UK: Argento                                                | Funhouse           |
| 2009                                                                             | I Don't Believe You                   | 23                              | 15                              | 66                              | 36                              | —                               | —                               | 17                              | —                               | —                               | —                               | —                               | 62                              | 11                              | 33                              | —                               | - AUS: Platino                                                              | Funhouse           |
| 2010                                                                             | Glitter in the Air                    | —                               | —                               | 13                              | —                               | —                               | —                               | —                               | —                               | —                               | —                               | —                               | —                               | —                               | —                               | 18                              | - USA: Oro                                                                  | Funhouse           |
| "—" indica che il brano non entrato in classifica o non pubblicato in quel paese |                                       |                                 |                                 |                                 |                                 |                                 |                                 |                                 |                                 |                                 |                                 |                                 |                                 |                                 |                                 |                                 |                                                                             |                    |

### 2010-2019
| Anno                                                                             | Singolo                                      | Posizioni massime in classifica | Posizioni massime in classifica | Posizioni massime in classifica | Posizioni massime in classifica | Posizioni massime in classifica | Posizioni massime in classifica | Posizioni massime in classifica | Posizioni massime in classifica | Posizioni massime in classifica | Posizioni massime in classifica | Posizioni massime in classifica | Posizioni massime in classifica | Posizioni massime in classifica | Posizioni massime in classifica | Posizioni massime in classifica | Certificazioni | Album                                        |
| Anno                                                                             | Singolo                                      | AUS                             | AUT                             | CAN                             | DNK                             | FIN                             | FRA                             | GER                             | IRL                             | ITA                             | NOR                             | NZL                             | UK                              | SWE                             | SWI                             | US                              | Certificazioni | Album                                        |
| -------------------------------------------------------------------------------- | -------------------------------------------- | ------------------------------- | ------------------------------- | ------------------------------- | ------------------------------- | ------------------------------- | ------------------------------- | ------------------------------- | ------------------------------- | ------------------------------- | ------------------------------- | ------------------------------- | ------------------------------- | ------------------------------- | ------------------------------- | ------------------------------- | --- | -------------------------------------------- |
| 2010                                                                             | Raise Your Glass                             | 1                               | 9                               | 2                               | 12                              | 5                               | 37                              | 5                               | 10                              | 30                              | 14                              | 5                               | 13                              | 15                              | 9                               | 1                               | - AUS: 6x Platino - CAN: 4x Platino - GER: Oro - ITA: Oro - UK: Platino - USA: 5x Platino                         | Greatest Hits... So Far!!!                   |
| 2010                                                                             | Fuckin' Perfect                              | 10                              | 9                               | 2                               | 4                               | 29                              | 31                              | 7                               | 15                              | —                               | —                               | 2                               | 10                              | 23                              | 15                              | 2                               | - AUS: 3x Platino - CAN: 3x Platino - UK: Platino                                                                 | Greatest Hits... So Far!!!                   |
| 2012                                                                             | Blow Me (One Last Kiss)                      | 1                               | 14                              | 4                               | 24                              | 21                              | 22                              | 10                              | 11                              | 11                              | —                               | 8                               | 3                               | 36                              | 29                              | 5                               | - AUS: 4x Platino - CAN: 3x Platino - ITA: Platino - UK: Oro - USA: 2x Platino                                    | The Truth About Love                         |
| 2012                                                                             | Try                                          | 6                               | 3                               | 4                               | 15                              | 13                              | 15                              | 2                               | 12                              | 2                               | 12                              | 7                               | 8                               | 47                              | 2                               | 9                               | - AUS: 5x Platino - CAN: 4x Platino - GER: Platino - ITA: 4x Platino - UK: Platino - USA: 2x Platino              | The Truth About Love                         |
| 2013                                                                             | Just Give Me a Reason (featuring Nate Ruess) | 1                               | 1                               | 1                               | 3                               | 4                               | 4                               | 1                               | 1                               | 1                               | 2                               | 1                               | 2                               | 1                               | 2                               | 1                               | - AUS: 8x Platino - CAN: 6x Platino - FRA: Oro - GER: 3x Oro - ITA: 3x Platino - UK: 2x Platino - USA: 4x Platino | The Truth About Love                         |
| 2013                                                                             | True Love (featuring Lily Allen)             | 5                               | 30                              | 20                              | —                               | —                               | 52                              | 43                              | 23                              | 13                              | —                               | 14                              | 16                              | —                               | 50                              | 53                              | - AUS: 2x Platino - CAN: Platino - ITA: Oro - UK: Argento                                                         | The Truth About Love                         |
| 2016                                                                             | Just like Fire                               | 1                               | 16                              | 11                              | —                               | 71                              | 37                              | 21                              | 23                              | 86                              | —                               | 11                              | 19                              | 85                              | 33                              | 10                              | - AUS: 4x Platino - CAN: Platino - ITA: Oro - UK: Oro - USA: Platino                                              | Alice Through the Looking Glass - Soundtrack |
| 2017                                                                             | What About Us                                | 1                               | 3                               | 6                               | 21                              | —                               | 2                               | 3                               | 5                               | 5                               | 20                              | 9                               | 3                               | 15                              | 1                               | 13                              | - AUS: 4x Platino - CAN: 3x Platino - FRA: Platino - ITA: Platino - UK: 2x Platino - USA: Platino                 | Beautiful Trauma                             |
| 2017                                                                             | Beautiful Trauma                             | 25                              | 45                              | 51                              | —                               | —                               | 25                              | 80                              | 80                              | —                               | —                               | —                               | 25                              | —                               | 46                              | 78                              | - AUS: Platino - CAN: Platino - UK: Oro                                                                           | Beautiful Trauma                             |
| 2018                                                                             | Whatever You Want                            | 44                              | —                               | —                               | —                               | —                               | 58                              | —                               | —                               | —                               | —                               | —                               | 4                               | —                               | —                               | —                               | - AUS: Oro | Beautiful Trauma                             |
| 2018                                                                             | Secrets                                      | —                               | —                               | —                               | —                               | 28                              | 118                             | —                               | —                               | —                               | —                               | —                               | 13                              | —                               | —                               | —                               | - AUS: Oro | Beautiful Trauma                             |
| 2018                                                                             | A Million Dreams                             | 26                              | —                               | 80                              | —                               | —                               | 81                              | 70                              | 44                              | —                               | —                               | 7                               | 11                              | —                               | 16                              | 90                              | - AUS: Oro - UK: Oro - USA: Oro                                                                                   | The Greatest Showman: Reimagined             |
| 2019                                                                             | Walk Me Home                                 | 11                              | 36                              | 17                              | 2                               | 10                              | 33                              | 33                              | 6                               | 94                              | 33                              | 16                              | 8                               | 35                              | 8                               | 49                              | - AUS: 2x Platino - UK: Platino - USA: Platino                                                                    | Hurts 2B Human                               |
| 2019                                                                             | Can We Pretend (con Cash Cash)               | 99                              | —                               | 99                              | —                               | —                               | 64                              | —                               | 84                              | —                               | —                               | —                               | —                               | 88                              | 76                              | —                               | - AUS: Oro | Hurts 2B Human                               |
| 2019                                                                             | Hurts 2B Human (con Khalid)                  | 48                              | —                               | 87                              | —                               | —                               | 173                             | 58                              | 55                              | —                               | —                               | —                               | 2                               | 61                              | 59                              | —                               | | Hurts 2B Human                               |
| 2019                                                                             | Love Me Anyway (con Chris Stapleton)         | 96                              | —                               | —                               | —                               | —                               | —                               | —                               | —                               | —                               | —                               | —                               | —                               | —                               | —                               | —                               | | Hurts 2B Human                               |
| "—" indica che il brano non entrato in classifica o non pubblicato in quel paese |                                              |                                 |                                 |                                 |                                 |                                 |                                 |                                 |                                 |                                 |                                 |                                 |                                 |                                 |                                 |                                 | |                                              |

### 2020-2029
| Anno                                                                             | Singolo                                     | Posizioni massime in classifica | Posizioni massime in classifica | Posizioni massime in classifica | Posizioni massime in classifica | Posizioni massime in classifica | Posizioni massime in classifica | Posizioni massime in classifica | Posizioni massime in classifica | Posizioni massime in classifica | Posizioni massime in classifica | Posizioni massime in classifica | Posizioni massime in classifica | Posizioni massime in classifica | Posizioni massime in classifica | Posizioni massime in classifica | Certificazioni                                             | Album                      |
| Anno                                                                             | Singolo                                     | AUS                             | AUT                             | CAN                             | DNK                             | FIN                             | FRA                             | GER                             | IRL                             | ITA                             | NOR                             | NZL                             | UK                              | SWE                             | SWI                             | US                              | Certificazioni                                             | Album                      |
| -------------------------------------------------------------------------------- | ------------------------------------------- | ------------------------------- | ------------------------------- | ------------------------------- | ------------------------------- | ------------------------------- | ------------------------------- | ------------------------------- | ------------------------------- | ------------------------------- | ------------------------------- | ------------------------------- | ------------------------------- | ------------------------------- | ------------------------------- | ------------------------------- | ---------------------------------------------------------- | -------------------------- |
| 2021                                                                             | Cover Me in Sunshine (con Willow Sage Hart) | 6                               | 3                               | 60                              | –                               | 20                              | 26                              | 7                               | 30                              | –                               | 4                               | 24                              | 52                              | 36                              | 4                               | –                               | - AUS: 2x Platino - SWI: Platino - NZL: Oro - AUT: Platino | All I Know So Far: Setlist |
| 2021                                                                             | All I Know So Far                           | 25                              | 68                              | 33                              | –                               | –                               | –                               | 75                              | 52                              | –                               | –                               | –                               | 39                              | 99                              | 48                              | 74                              |                                                            | All I Know So Far: Setlist |
| 2022                                                                             | Irrelevant                                  | –                               | –                               | –                               | –                               | –                               | –                               | –                               | –                               | –                               | –                               | –                               | –                               | –                               | –                               | –                               |                                                            |                            |
| 2022                                                                             | Never Gonna Not Dance Again                 | –                               | –                               | 29                              | –                               | –                               | 86                              | 32                              | –                               | –                               | –                               | 19                              | –                               | –                               | 58                              | 99                              | - UK: Argento                                              | Trustfall                  |
| 2023                                                                             | Trustfall                                   | 19                              | 36                              | 45                              | –                               | –                               | –                               | 30                              | 18                              | –                               | 24                              | 36                              | 14                              | 26                              | 8                               | 94                              |                                                            | Trustfall                  |
| "—" indica che il brano non entrato in classifica o non pubblicato in quel paese |                                             |                                 |                                 |                                 |                                 |                                 |                                 |                                 |                                 |                                 |                                 |                                 |                                 |                                 |                                 |                                 |                                                            |                            |

### Collaborazioni
| 2001                                                          | Lady Marmalade (con Christina Aguilera, Lil' Kim e Mýa)    | 1  | 3  | 17 | 2  | 12 | 1  | 1  | 6  | 1  | 1 | 1  | 1  | 1  | 1  | - AUS: 2x Platino - FRA: Oro - UK: Platino | Moulin Rouge! Music from Baz Luhrmann's Film |
| 2007                                                          | Sing (Annie Lennox con Pink e altri artisti)               | —  | —  | —  | —  | —  | —  | —  | —  | —  | — | —  | —  | —  | —  |                                            | Songs of Mass Destruction                    |
| 2010                                                          | We Are the World: 25 for Haiti (tra gli Artisti per Haiti) | 18 | —  | 7  | 10 | —  | —  | 9  | —  | 1  | 8 | 50 | 5  | —  | 2  |                                            | Singolo di beneficenza                       |
| 2010                                                          | Won't Back Down (con Eminem)                               | 87 | —  | 65 | —  | —  | —  | —  | —  | —  | — | 82 | —  | —  | 62 | - USA: Platino                             | Recovery                                     |
| 2016                                                          | Setting the World on Fire (con Kenny Chesney)              | 26 | —  | 48 | —  | —  | —  | —  | —  | —  | — | —  | —  | —  | 29 | - AUS: Oro - CAN: Platino - USA: Platino   | Cosmic Hallelujah                            |
| 2017                                                          | Waterfall (con Stargate e Sia)                             | 19 | 70 | 86 | —  | 36 | 47 | 85 | 79 | 30 | — | 47 | 67 | 36 | —  | - AUS: Oro                                 | Singolo                                      |
| 2020                                                          | One Too Many (con Keith Urban)                             | 6  | —  | 29 | —  | —  | —  | —  | —  | —  | 3 | 40 | —  | —  | 62 | - CAN: Platino - UK: Argento               | The Speed of Now Part 1                      |
| 2021                                                          | Anywhere Away from Here (con Rag'n'Bone Man)               | 43 | —  | 88 | —  | —  | —  | 44 | —  | —  | — | 9  | —  | 56 | —  |                                            | Life by Misadventure                         |
| "—": non entrato in classifica o non pubblicato in quel paese |                                                            |    |    |    |    |    |    |    |    |    |   |    |    |    |    |                                            |                                              |

### Singoli promozionali
| 2001                                                          | Humble Neighborhoods | —  | —  | —  | —   | —  | —  | —  | —  | —  |                          | Try This              |
| 2007                                                          | Bridge of Light      | 26 | 7  | —  | —   | 8  | —  | —  | —  | —  | - AUS: Oro - GER: Oro    | Happy Feet Soundtrack |
| 2013                                                          | Walk of Shame        | —  | 60 | —  | —   | —  | —  | —  | —  | —  |                          | The Truth About Love  |
| 2013                                                          | Are We All We Are    | —  | —  | —  | 143 | 82 | —  | —  | —  | —  |                          | The Truth About Love  |
| 2016                                                          | Today's the Day      | 11 | 53 | 42 | 68  | 76 | —  | —  | —  | 49 | - AUS: Oro               | Singolo               |
| 2017                                                          | Revenge (con Eminem) | 21 | 52 | 63 | 96  | 84 | 55 | 30 | 33 | 40 | - AUS: Oro - UK: Argento | Beautiful Trauma      |
| 2019                                                          | Hustle               | 69 | —  | 29 | 100 | —  | —  | 12 | —  | 75 |                          | Hurts 2B Human        |
| "—": non entrato in classifica o non pubblicato in quel paese |                      |    |    |    |     |    |    |    |    |    |                          |                       |

## Artista ospite
| Anno | Titolo                      | Artista principale                                                     | Album                                                          |
| ---- | --------------------------- | ---------------------------------------------------------------------- | -------------------------------------------------------------- |
| 2000 | Play How You Want It        | Cuban Link                                                             | 24K                                                            |
| 2001 | Nobody Liver                | Benzino                                                                | The Benzino Project                                            |
| 2002 | What You Wanna Do?          | Naughty by Nature                                                      | IIcons                                                         |
| 2003 | Finally Goodbye             | Vita                                                                   | La Dolce Vita                                                  |
| 2003 | Still Waiting               | Charli Baltimore                                                       | The Diary (You Think You Know)                                 |
| 2004 | We Will Rock You            | Britney Spears and Beyoncé                                             | Pepsi: Dare For More                                           |
| 2004 | Tell Me Why                 | Rah Digga                                                              | Everything Is a Story                                          |
| 2005 | Shine                       | Lisa Marie Presley                                                     | Now What                                                       |
| 2006 | Song Without a Chorus       | Butch Walker                                                           | The Rise and Fall of Butch Walker and the Let's-Go-Out-Tonites |
| 2006 | One Step Closer to You      | Michael Franti                                                         | Yell Fire!                                                     |
| 2006 | I Am Not My Hair            | India.Arie                                                             | Testimony: Vol. 1, Life & Relationship                         |
| 2006 | Rock and Roll Heaven's Gate | Indigo Girls                                                           | Despite Our Differences                                        |
| 2008 | Here Comes The...           | Butch Walker                                                           | Sycamore Meadows                                               |
| 2009 | We've Got Scurvy            | -                                                                      | SpongeBob's Greatest Hits                                      |
| 2010 | Won't Back Down             | Eminem                                                                 | Recovery                                                       |
| 2010 | Don't Give Up               | Herbie Hancock, John Legend                                            | The Imagine Project                                            |
| 2010 | Imagine                     | Herbie Hancock, Seal, India.Arie, Jeff Beck, Konono N°1, Oumou Sangaré | The Imagine Project                                            |
| 2012 | Guns and Roses              | T.I.                                                                   | Trouble Man: Heavy Is the Head                                 |
| 2016 | Equal Rights                | The Lonely Island                                                      | Popstar: Never Stop Never Stopping - Official Soundtrack       |
| 2017 | Need Me                     | Eminem                                                                 | Revival                                                        |
| 2018 | Bennie and the Jets         | Elton John, Logic                                                      | Revamp: Reimagining the Songs of Elton John & Bernie Taupin    |
| 2020 | One Too Many                | Keith Urban                                                            | The Speed of Now Part 1                                        |

## Autrice e compositrice per altri artisti
| Anno | Brano                    | Artista        | Album                  |
| ---- | ------------------------ | -------------- | ---------------------- |
| 2002 | If You're Gonna Fly Away | Faith Hill     | Cry                    |
| 2003 | Take a Picture           | Mýa            | Moodring               |
| 2007 | Outside of You           | Hilary Duff    | Dignity                |
| 2009 | Whataya Want from Me     | Adam Lambert   | For Your Entertainment |
| 2013 | I Walk Alone             | Cher           | Closer to the Truth    |
| 2013 | Lie to Me                | Cher           | Closer to the Truth    |
| 2016 | Recovering               | Céline Dion    | Singolo                |
| 2019 | Broken & Beautiful       | Kelly Clarkson | Uglly Dolls Soundtrack |
| 2020 | Courage to Change        | Sia            | Music Soundtrack       |

## Video musicali
| Year | Singolo                       | Regista (i)                             |
| ---- | ----------------------------- | --------------------------------------- |
| 1999 | There You Go                  | Dave Meyers                             |
| 2000 | Most Girls                    | Dave Meyers                             |
| 2000 | You Make Me Sick              | Dave Meyers                             |
| 2001 | Lady Marmalade                | Paul Hunter                             |
| 2001 | Get the Party Started         | Dave Meyers                             |
| 2002 | Don't Let Me Get Me           | Dave Meyers                             |
| 2002 | Just like a Pill              | Francis Lawrence                        |
| 2002 | Family Portrait               | Sophie Muller                           |
| 2003 | Feel Good Time                | Dave Meyers                             |
| 2003 | Trouble                       | Sophie Muller                           |
| 2003 | God is a DJ                   | Jake Scott                              |
| 2004 | Last to Know                  | Russell Thomas                          |
| 2005 | Stupid Girls                  | Dave Meyers                             |
| 2005 | U + Ur Hand                   | Dave Meyers                             |
| 2006 | Who Knew                      | The Dragons                             |
| 2006 | Nobody Knows                  | Jake Nava                               |
| 2007 | Dear Mr. President            | Dave Diomedi                            |
| 2007 | Leave Me Alone (I'm Lonely)   | David Mallet                            |
| 2007 | Cuz I Can                     | Esibizione live dal "I'm Not Dead Tour" |
| 2008 | So What                       | Dave Meyers                             |
| 2008 | Sober                         | Jonas Åkerlund                          |
| 2008 | Please Don't Leave Me         | Dave Meyers                             |
| 2009 | Funhouse                      | Dave Meyers                             |
| 2009 | I Don't Believe You           | Sophie Muller                           |
| 2010 | We Are the World 25 for Haiti | Paul Haggis                             |
| 2010 | Raise Your Glass              | Dave Meyers                             |
| 2011 | Fuckin' Perfect               | Dave Meyers                             |
| 2011 | Bridge of Light               | Sconosciuto                             |
| 2012 | Blow Me (One Last Kiss)       | Dave Meyers                             |
| 2012 | Try                           | Floria Sigismondi                       |
| 2013 | Just Give Me a Reason         | Diane Martel                            |
| 2013 | True Love                     | Sophie Muller                           |
| 2016 | Just like Fire                | Dave Meyers                             |
| 2019 | Walk Me Home                  | Michael Gracey                          |
| 2019 | Hurts 2B Human                | Alissa Torvinen                         |
| 2020 | One Too Many                  | Dano Cerny                              |
| 2021 | Cover Me in Sunshine          | Pink                                    |
| 2021 | Anywhere Away from Here       | Joe Connor                              |
| 2021 | All I Know So Far             | Dave Meyers                             |
| 2022 | Irrelevant                    | Pink e Brad Comfort                     |
| 2022 | Never Gonna Not Dance Again   |                                         |